# Rio é Pra Valer
O Rio é Pra Valer foi um programa produzido pela TV Rio de 1963 até 1966, às terças feiras, com o patrocinio da Coca-Cola, com gincana entre os participantes escolhidos após encontrarem tampinhas marcadas de Coca-Cola, ganhando premios. Apresentado por Murilo Neri e Lídia Mattos.

## Referência
- https://web.archive.org/web/20100726124222/http://www.museudatv.com.br/historiadasemissoras/tvrio.htm